# Tannou-Gola
Tannou-Gola è un arrondissement del Benin situato nella città di Toviklin (dipartimento di Kouffo) con 6.984 abitanti (dato 2006).